# Église Saint-Martin d'Arles
L'église Saint-Martin d'Arles, également appelée chapelle du Méjan, est une ancienne église située dans le quartier du Méjan, construite et reconstruite  entre le  IXe siècle et le XVIIe siècle et aujourd'hui désaffectée.

## Historique
L'église Saint-Martin est une église située à proximité du Rhône dans le quartier du Méjan. Elle est érigée dès le IXe siècle, reconstruite partiellement (clocher) au XVIe siècle puis en totalité au XVIIe siècle. À la Révolution, elle est vendue comme bien national. Elle connaît ensuite diverses fonctions, abritant même un temps le dépôt de laine du syndicat des éleveurs de moutons mérinos. Aujourd'hui  désaffectée, elle accueille essentiellement des concerts et des expositions.
Elle marque le point de départ du GR 69 créé en 2022 et à destination de Borgo San Dalmazzo en Italie.

## Description
L'église est enserrée dans le bâti actuel et seules ses façades nord-ouest et sud-est sont dégagées. De plus la partie sud-est, donnant sur une ruelle étroite, peut difficilement être vue dans son ensemble.

### Extérieur

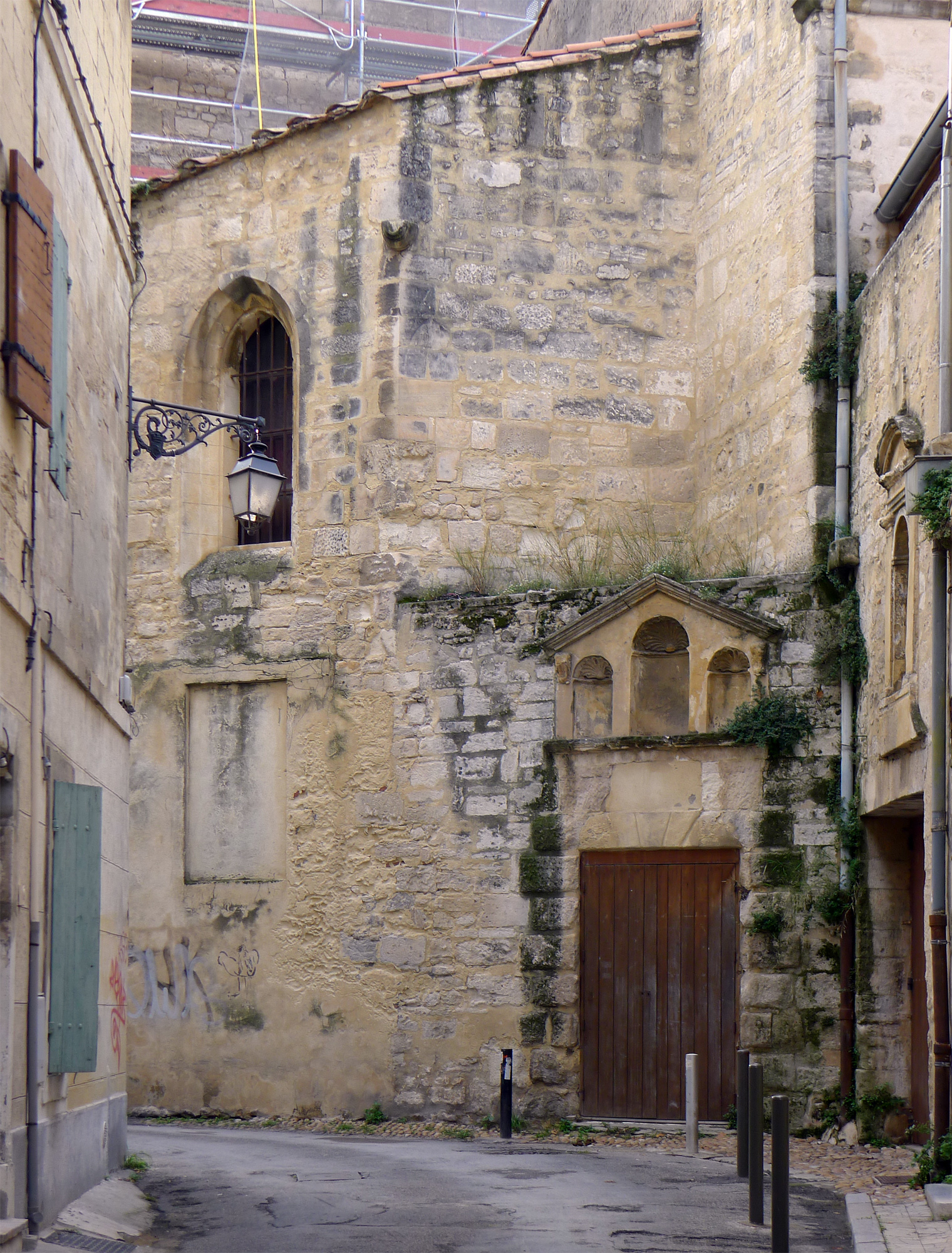
Entrées sud
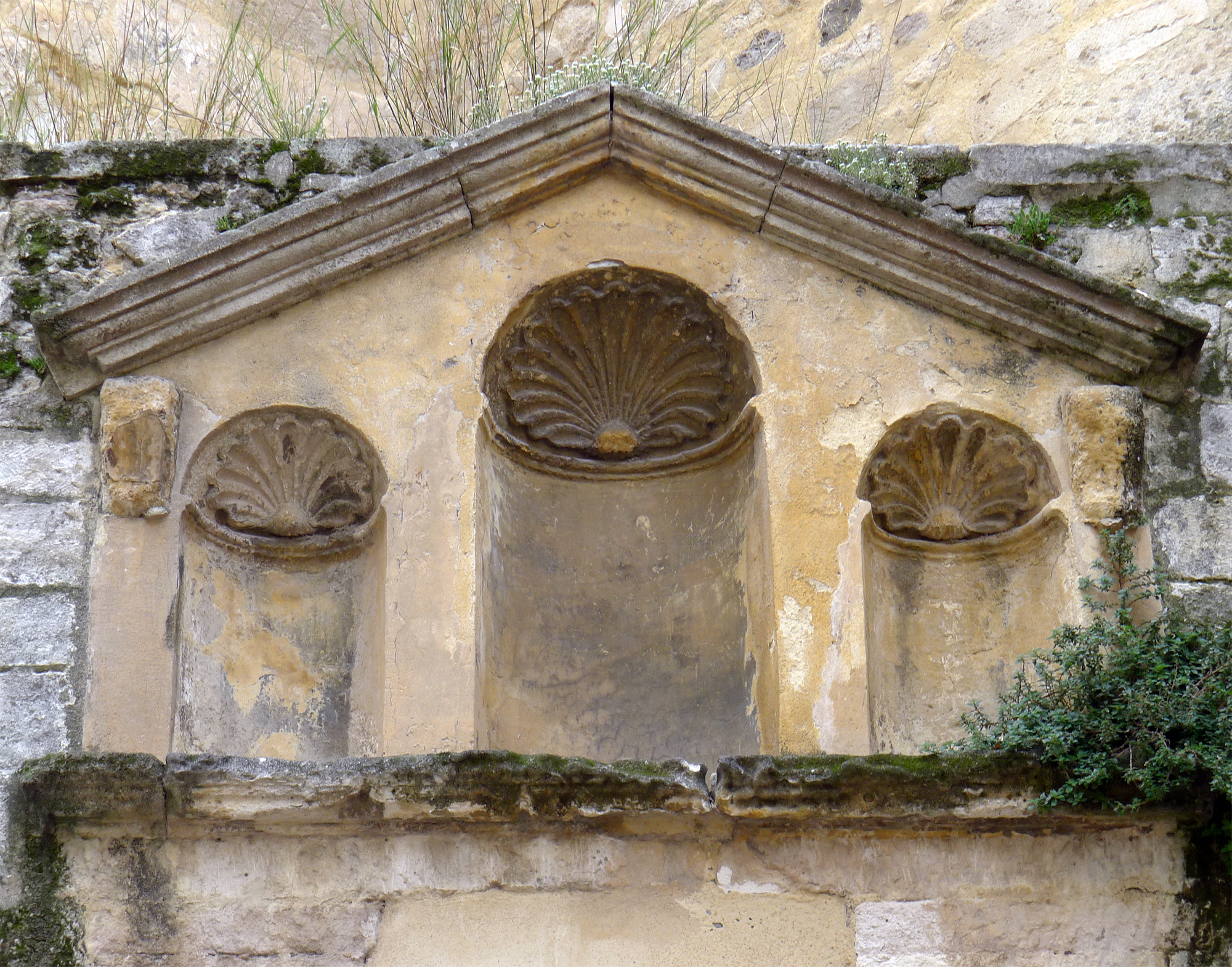
Détail
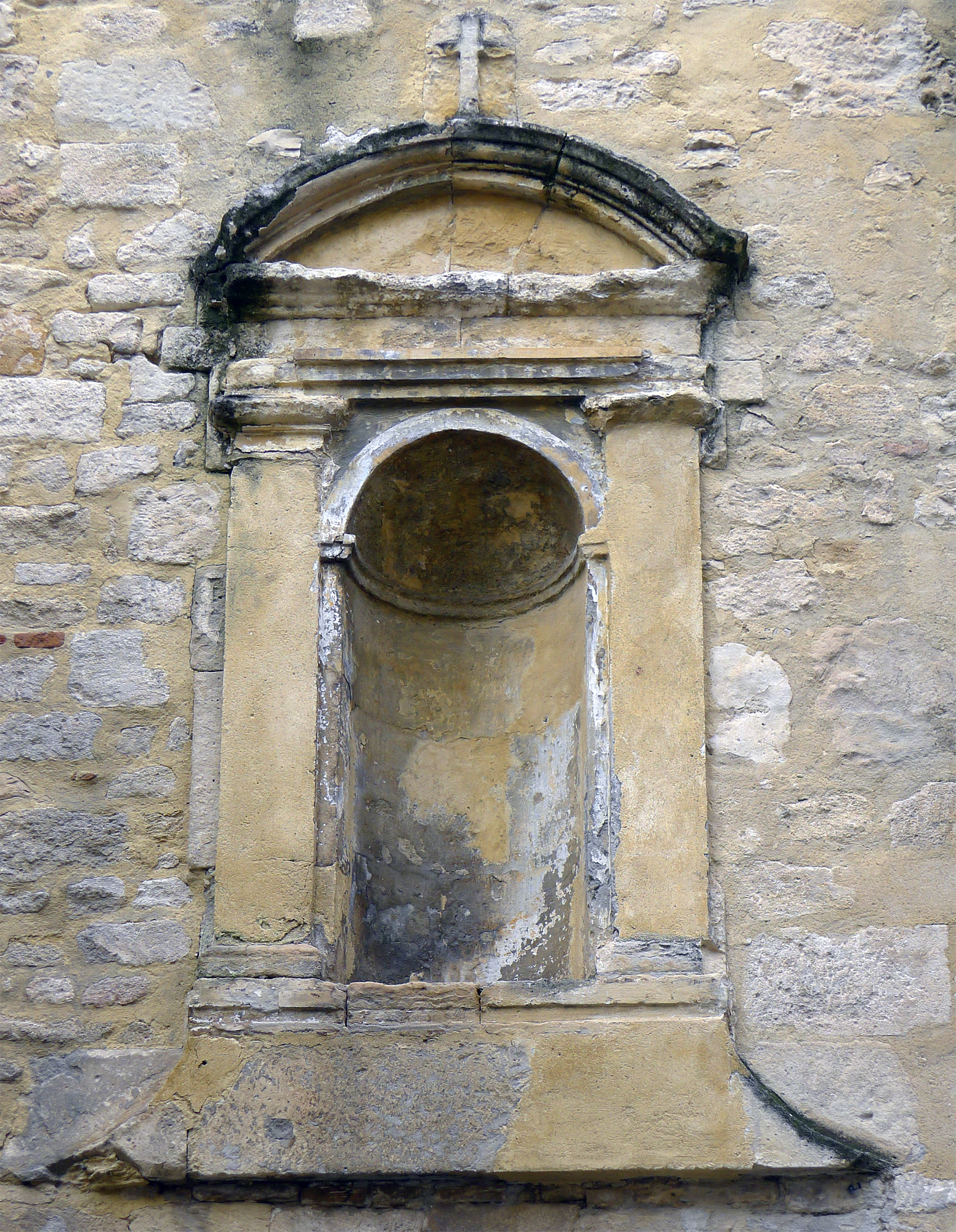
Détail
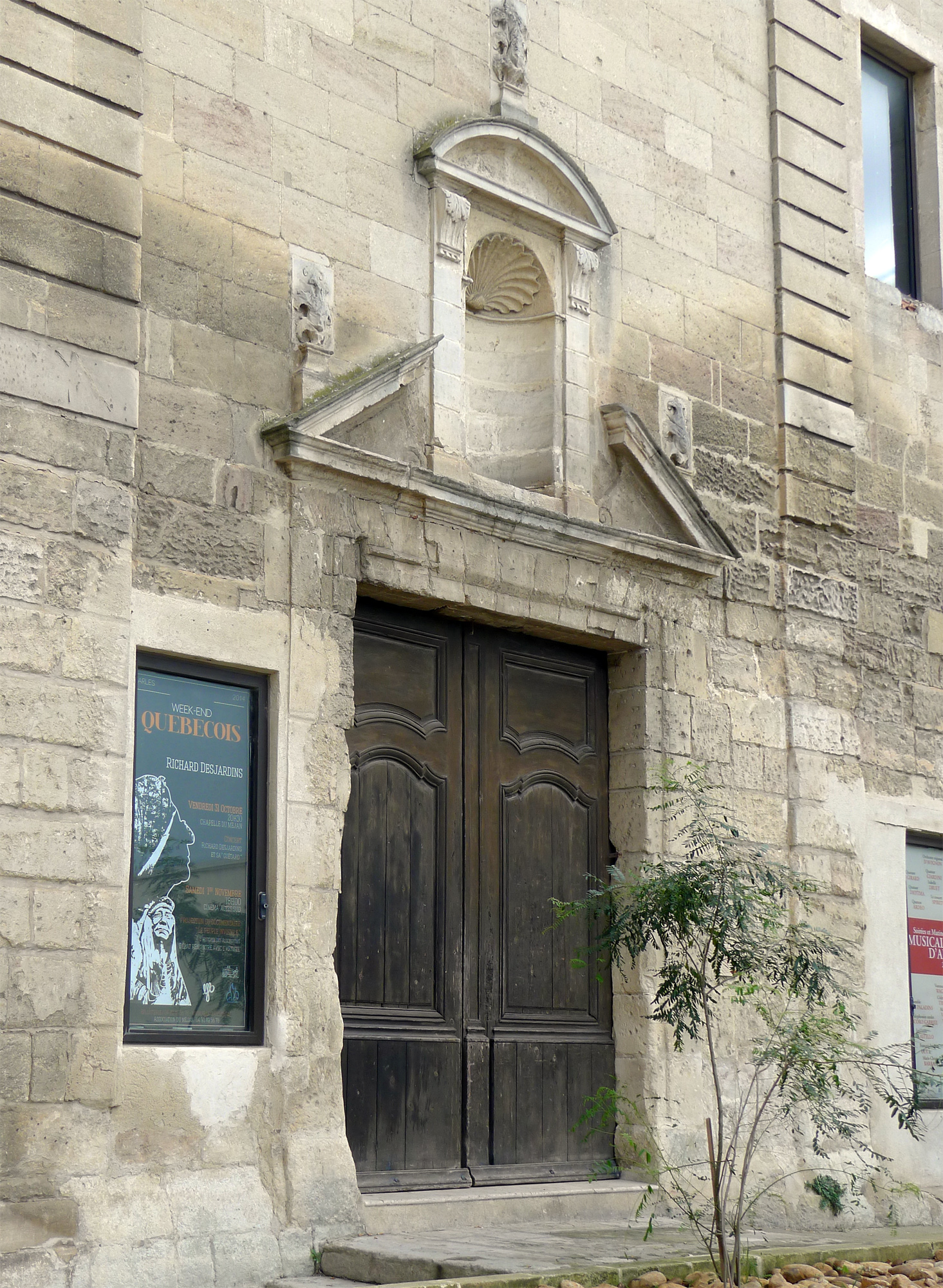
Entrée nord

### Intérieur
La hauteur de la nef a permis l'aménagement d'un étage. Le volume intérieur est désormais séparé en deux : un rez-de-chaussée qui a pour vocation d'être un lieu de conférences ou de spectacles et un étage qui permet l'organisation d'expositions. Au niveau de l'étage on peut encore apercevoir des éléments architecturaux de l'ancienne église.

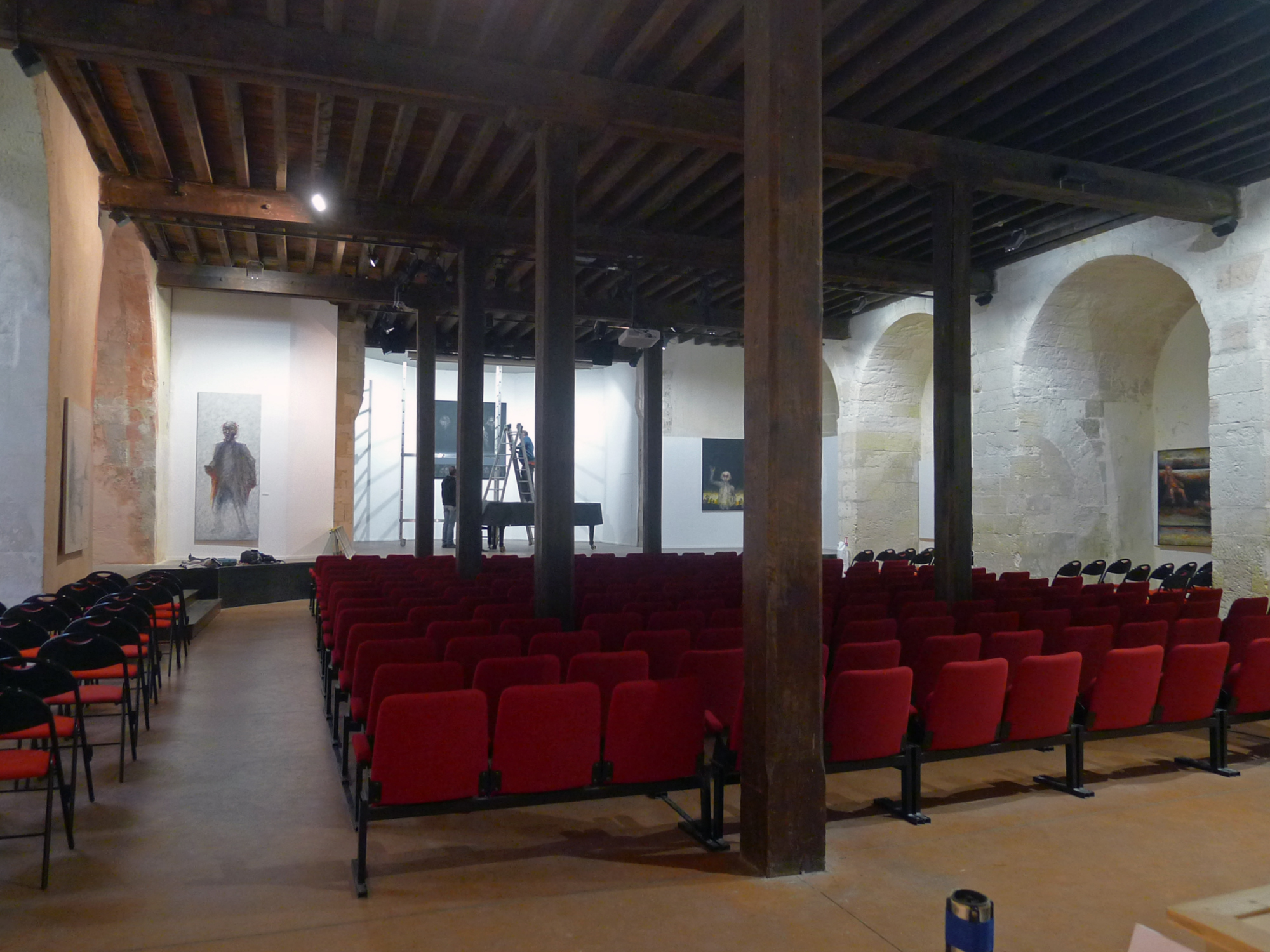
Rez-de-chaussée : salle de conférence.
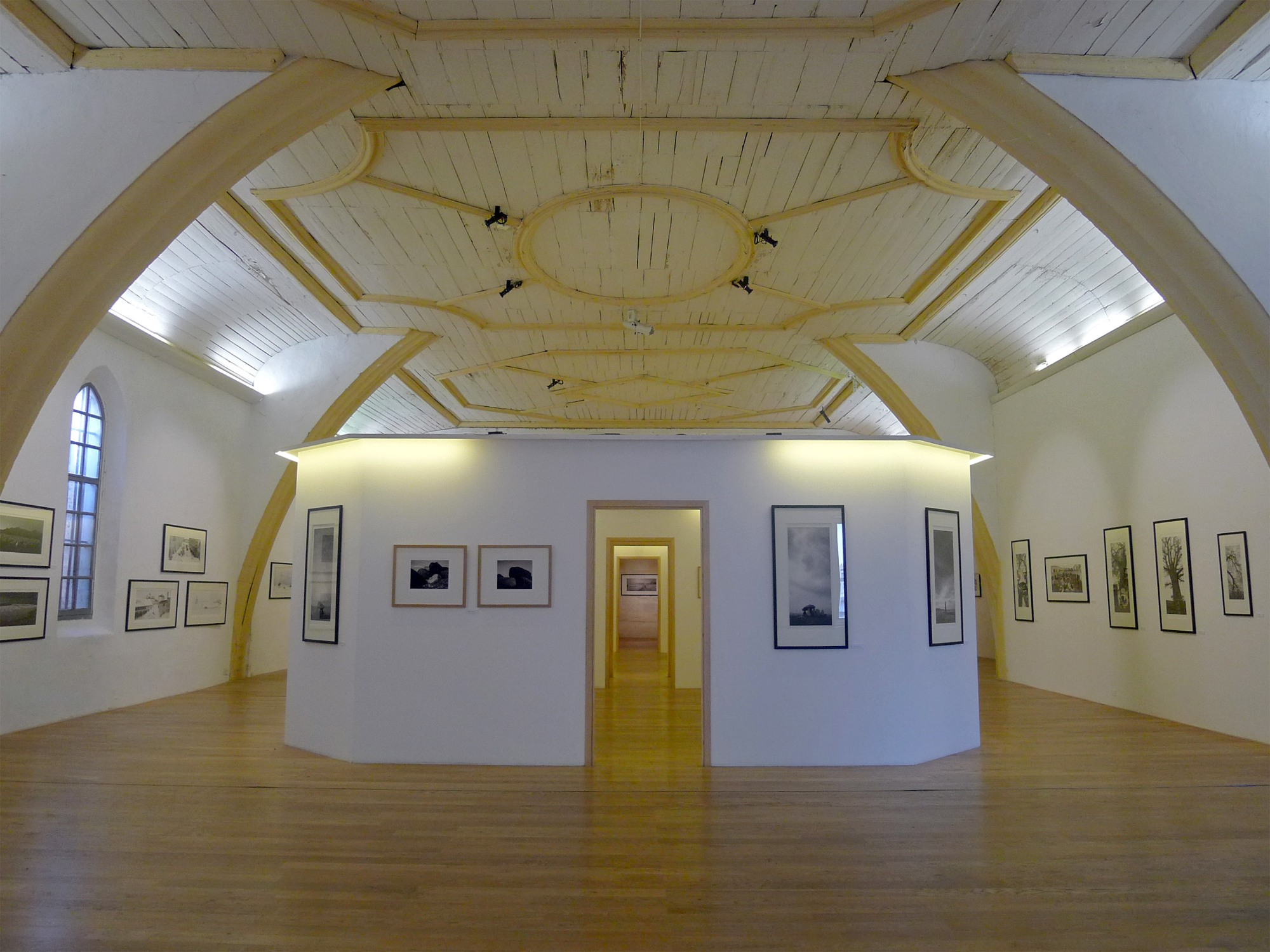
Vue de l'étage organisé en salle d'exposition.
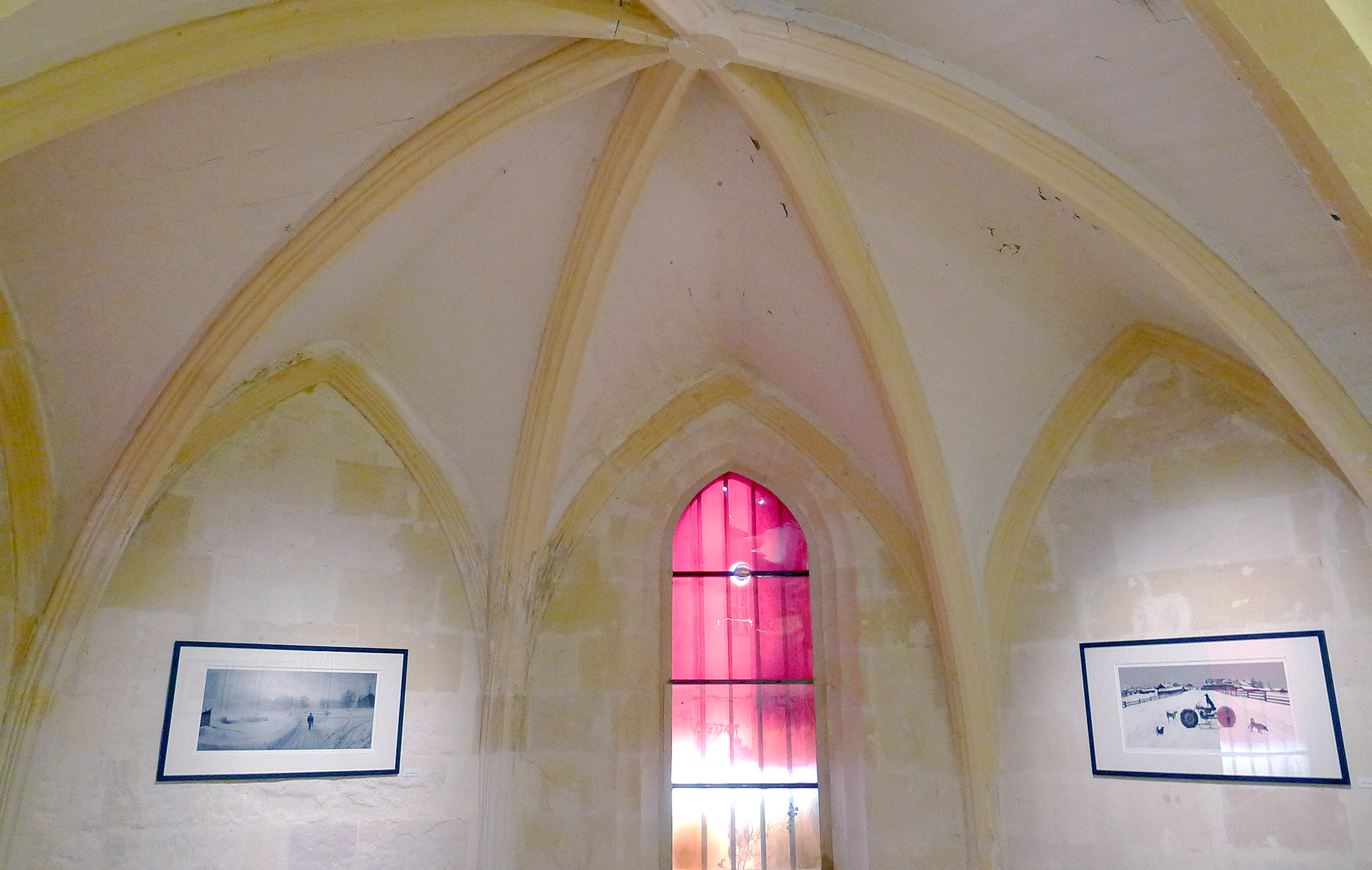
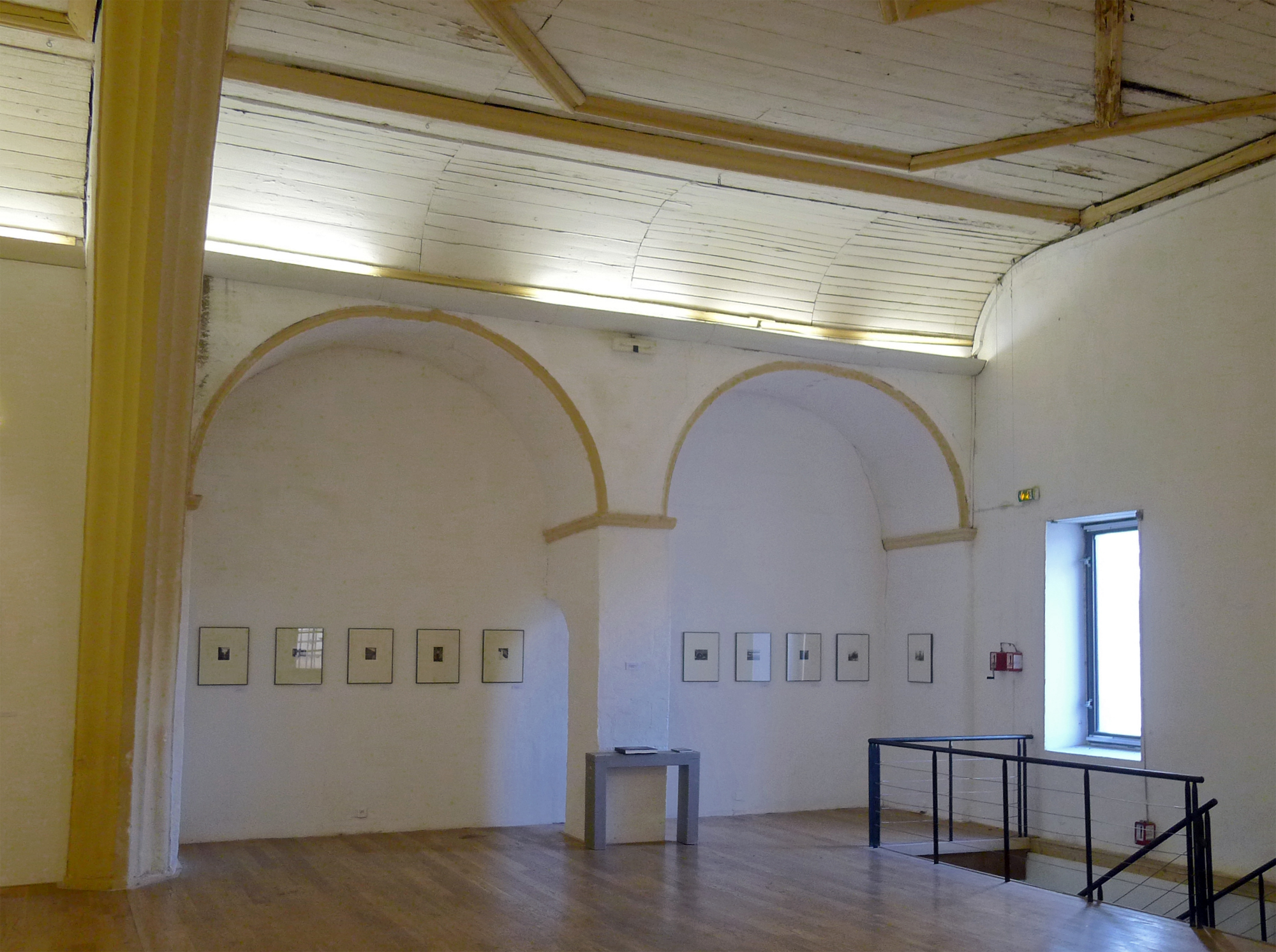